# P-15 Termit
P-15 Termit (rus. П-15 "Термит", NATO naziv: SS-N-2 "Styx") je protubrodski projektil razvijen tijekom 1950-ih u sovjetskom dizajnerskom birou Raduga.
Unatoč svojoj veličini P-15 je instaliran na velik broj plovila te se više puta dokazao u borbi.
P-15 je bilo glavno protubrodsko naoružanje u Jugoslavenskoj ratnoj mornarici, te od 1991. godine u Hrvatskoj ratnoj mornarici. Potonja je tijekom Domovinskog rata uspjela usvojiti suvremeniji švedski sustav RBS-15.